# Borís Anisfeld
Borís Izrailevich Anisfeld (1879-1973) fue un pintor y artista simbolista ruso.

## Biografía
Nació en Bălţi, Moldavia. Hasta los diecisiete años, el futuro artista vive en casa de sus padres. Aprende alemán y francés.
En 1895, Anisfeld ingresa en la Escuela de Dibujo de Odessa, donde estudia con K. K. Kostandi, en aquel momento el principal profesor de retrato y pintura de figuras de Odessa. Conoce a V. A. Izdebsky, S. L. Abugov y D. D. Burliuk. Después de finalizar sus estudios en la Escuela de Arte de Odesa en 1900, estudió en la Academia Imperial de Artes en San Petersburgo, con Dmitri Kardovski, un pintor de cuadros de batallas, e Iliá Repin. 
Desde 1903 participó en exposiciones, entre ellas en la Asociación de Artistas de la Rusia Revolucionaria y el Mundo del Arte, miembro de este último. 
Entre 1905 y 1906, Anisfeld realiza ilustraciones para las revistas satíricas Zhupel (Oso de insecto), Adskaya Pochta y el Calendario de la Revolución Rusa de V. L. Burtsyev.
Desde 1907 trabajó para el Teatro de V. Komisarzhevskaya y para el Teatro Mariinski en San Petersburgo, además como escenificador para los Ballets Rusos en París.
En 1917 emigró a Estados Unidos y trabajó como diseñador teatral para la Ópera del Metropolitan y la Ópera de Chicago. También enseñó en la Escuela del Instituto de Arte de Chicago. 
Falleció en New London (Connectitut), en 1973.